# Terry Dolan's Acoustic Rangers
| Recensione | Giudizio |
| ---------- | -------- |
| AllMusic   | [ 1 ]    |

Terry Dolan's Acoustic Rangers è un album discografico del chitarrista e cantante rock Statunitense Terry Dolan, pubblicato dall'etichetta discografica tedesca Sawdust Records nel 1987.

## Tracce

### LP
Lato A
1. Nite Hawkin' the Dawn – 2:50 (Terry Dolan)
2. Rhythm Rider – 4:20 (Terry Dolan)
3. Lost Cargo – 4:40 (Terry Dolan)
4. Tree Moon & Tide – 3:05 (Greg Douglass, Terry Dolan)
5. So Hard to Be Soft – 5:40 (Terry Dolan)

Lato B
1. Borrow Love and Go – 5:42 (Huddie Ledbetter; arrangiamento aggiunto e testo adattato di Terry Dolan)
2. Water of Life – 2:27 (Terry Dolan)
3. Playin' to Win – 3:07 (Terry Dolan, David Hayes)
4. The First Kiss – 3:20 (Terry Dolan)
5. Corrina Corrina – 3:45 (Bob Dylan)
6. Wish I Was Your River (Registrato dal vivo nel novembre 1979 al Rancho Nicasio di Nicasio, California) – 5:34 (Terry Dolan)

- Alcuni titoli dei brani nella pubblicazione su CD sono leggermente differenti: 1. Nite Hawkin' / 5. Hard to Be Soft / 7. Water of Life / 11. River (Wish I Was Yer)

## Musicisti
Nite Hawkin' the Dawn
- Terry Dolan – voce, chitarra ritmica
- Greg Douglass – chitarra
- John Cipollina – slide guitar
- David Hayes – basso, percussioni

Rhythm Rider
- Terry Dolan – voce, chitarra
- Greg Douglass – chitarra
- David Hayes – basso

Lost Cargo
- Terry Dolan – voce, chitarra
- David Hayes – chitarra solista, sintetizzatori, basso
- Greg Douglass – chitarra

Tree Moon & Tide
- Terry Dolan – voce solista
- David Hayes – basso, sintetizzatori, cori
- Greg Douglass – tutte le parti di chitarra

So Hard to Be Soft
- Terry Dolan – voce, chitarra a 12 corde
- David Hayes – basso, tambourine
- Greg Douglass – chitarra solista, chitarra ritmica

Borrow Love and Go
- Terry Dolan – voce, chitarra ritmica
- Greg Douglass – chitarra solista, chitarra ritmica
- David Hayes – basso
- John Cipollina – chitarra solo

Water of Life
- Terry Dolan – voce solista
- Greg Douglass – tutte le parti di chitarra
- David Hayes – basso, voce, sintetizzatore, armonica

Playin' to Win
- Terry Dolan – chitarra ritmica
- David Hayes – chitarra solista, basso, sintetizzatore

The First Kiss
- Terry Dolan – chitarra ritmica
- Greg Douglass – chitarra
- David Hayes – basso, sintetizzatore, mandolino

Corrina Corrina
- Terry Dolan – voce
- Greg Douglass – chitarra
- David Hayes – basso

River (Wish I Was Your River)
- Terry Dolan – voce, chitarra a 12 corde
- Greg Douglass – chitarra bottleneck
- David Hayes – basso

Note aggiuntive
- David Hayes – produttore
- Registrazioni (e mixaggio) effettuate al Hiatus Productions di San Francisco (California) eccetto So Hard to Be Soft registrato in parte al C.S.S. Studios di San Francisco, 1978-1979? e Wish I Was Your River
- Brano: Wish I Was Your River registrato dal vivo nel novembre 1979 al Rancho Nicasio, Nicasio, California
- Karl Defler – ingegnere delle registrazioni (eccetto nel brano: Playin' to Win)
- Tom Yates – ingegnere delle registrazioni (brano: Playin' to Win)
- Phil Bray – foto copertina album originale[2]